# Ernest Walter Histed
Ernest Walter Histed (Brighton, 1862 – Palm Beach, 27 maggio 1947) è stato un fotografo britannico.
Si è trasferito negli Stati Uniti, dove ha costruito un'attività di successo a Chicago e poi a Pittsburgh. È tornato nel Regno Unito per aprire uno studio fotografico a Londra, prima in New Bond Street e poi in Baker Street.
Nel 1898 ritrasse H. Rider Haggard, Clara Butt e l'Imperatrice di Germania, l'ultima al comando della regina Vittoria al Castello di Windsor. Ha anche fotografato vari accademici reali, attori principali e il papa Pio X.
Al suo ritorno negli Stati Uniti, ha aperto uno studio sulla Quinta Strada di New York. Successivamente si trasferì in Florida, dove continuò a lavorare fino al 1934. Morì a Palm Beach nel 1947, all'età di 85 anni.
La più grande collezione delle sue opere è conservata dal Museo della Città di New York.